# HD71671
HD71671 — хімічно пекулярна зоря спектрального класу
A5 й має видиму зоряну величину в смузі V приблизно  9,8.

## Пекулярний хімічний склад
Зоряна атмосфера HD71671 має підвищений вміст 
Sr
.